# Gabriel Guevrekian
Gabriel Guevrekian (* 1892 oder 1900 in Konstantinopel; † 29. Oktober 1970 in Antibes) war ein armenisch-US-amerikanischer Architekt, Landschaftsarchitekt, Designer und Hochschullehrer.

## Leben

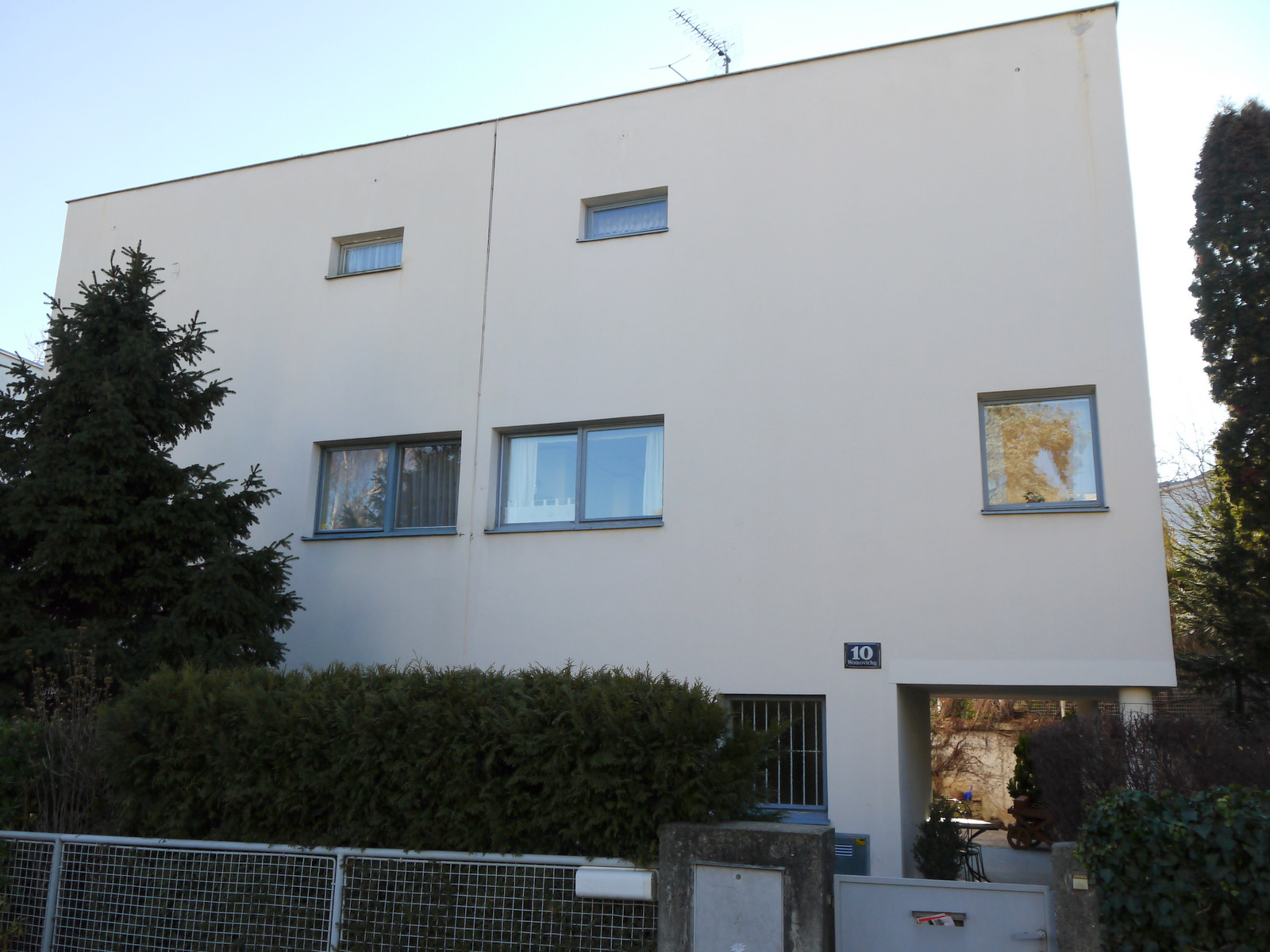
Guevrekians Doppelhaus in der Woinovichgasse 10–12, Wien

Gabriel Guevrekian wurde wahrscheinlich 1892 (nach einer Quelle auch 1900) in Konstantinopel geboren. Er zog mit seiner armenischen Familie bald nach Teheran. 1910 emigrierte Guevrekian nach Wien, wo er bei einem Onkel lebte. Von 1915 bis 1919 studierte er an der Kunstgewerbeschule Wien bei Oskar Strnad und Josef Frank. Bis 1922 oder 1923 arbeitete er im Atelier von Josef Hoffmann und bei Strnad. Schon 1920 war Guevrekian auch häufiger in Paris und arbeitete dort mit Robert Mallet-Stevens zusammen. Es entstanden Entwürfe für Gärten und Villen in Paris und an der Côte d’Azur. Von 1922 bis 1926 war er Partner von Mallet-Stevens und lebte in der französischen Hauptstadt.
1926 machte sich Guevrekian als Architekt, Designer und Gartenarchitekt selbstständig. 1928 wurde er Generalsekretär des CIAM. So lernte er Henri Sauvage, Le Corbusier, André Lurçat und Sigfried Giedion kennen. 1930 war er Gründungsmitglied der Fachzeitschrift L’architecture d’aujourd’hui. 1932 plante er einen Entwurf eines Doppelwohnhauses für die Ausstellung des Deutschen Werkbundes in Wien, im darauffolgenden Jahr entstand ein Entwurf für die „Villa Kosrovani“ in Teheran. Dort lebt er anschließend bis 1937 und wurde vom Schah zum Stadtarchitekten und -planer von Teheran ernannt. In seine Amtszeit fallen bedeutende Neubauten für Wohnhäuser, Residenzen und mehrere Regierungsgebäude europäischen Stils.
1937 bis 1940 lebte er in London und Paris, ab 1940 ließ er sich erneut in Paris nieder. Ab 1946 war er Klassenleiter Architektur an der „Staatlichen Schule für Kunst und Handwerk Saarbrücken“ und arbeitete intensiv mit Georges-Henri Pingusson zusammen. 1948 wurde er zum Professor am Alabama Polytechnic Institute in Auburn (USA) berufen, ein Jahr später verlegte er die Lehrtätigkeit an die University of Illinois at Urbana-Champaign, wo er bis 1969 Architektur lehrte. 1955 nahm er die amerikanische Staatsbürgerschaft an.

## Wirken

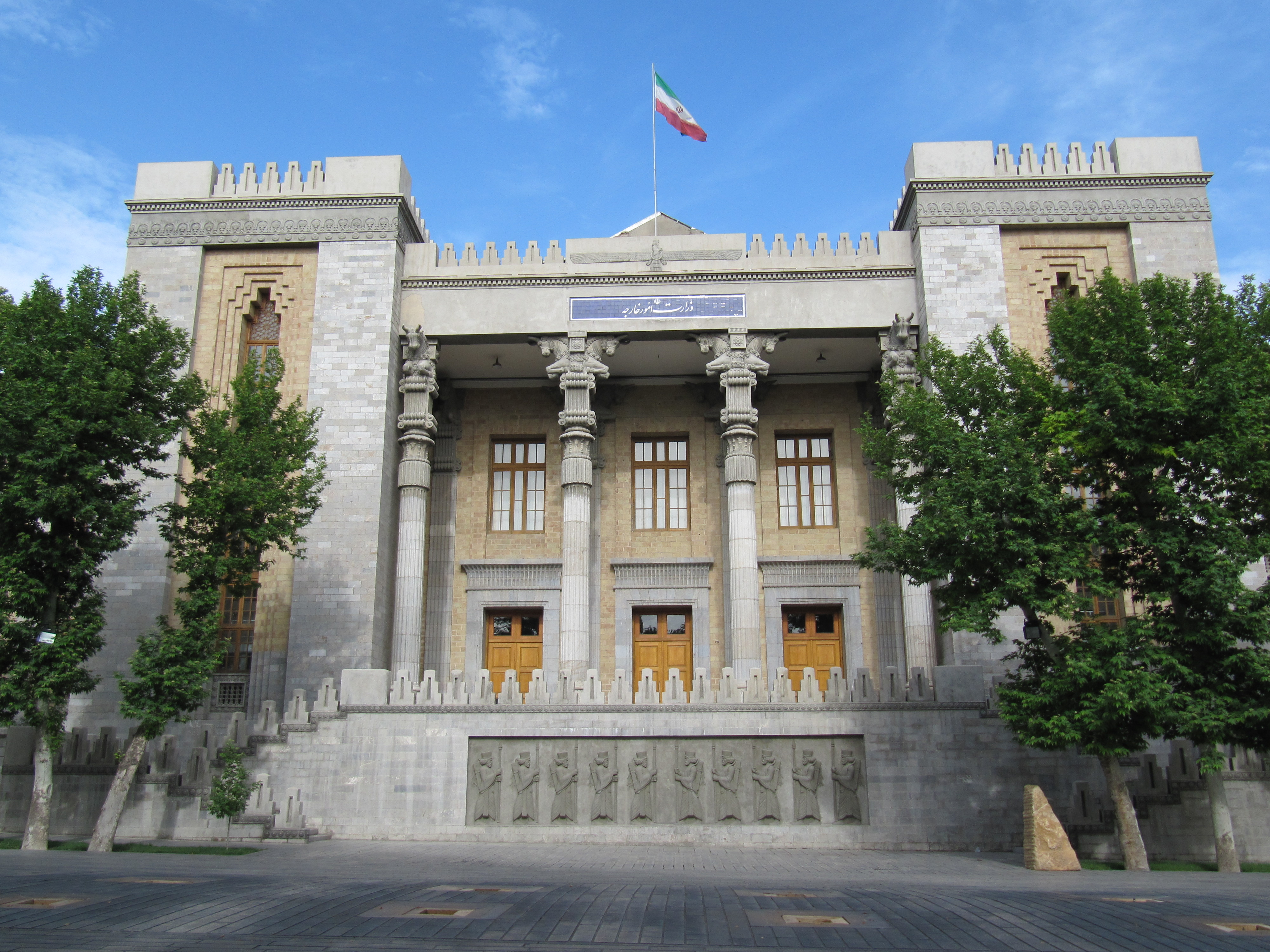
Iranisches Außenministerium Teheran

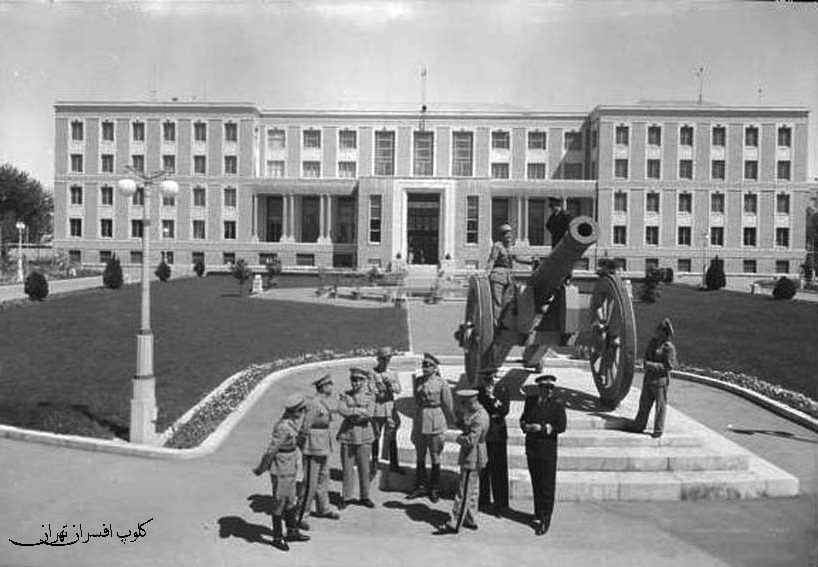
Offiziersclub in Teheran

Während seiner Wiener Jahre bewegte sich Gabriel Guevrekian vor allem im Umfeld der Wiener Schule um Strnad, Frank und Hoffmann. Prägend war für ihn auch die Zusammenarbeit mit Mallet-Stevens. Weitere wichtige Anregungen bekam er ab 1922 in Paris, wo er durch seine Tätigkeit beim CIEM Anschluss an den Kreis der Funktionalisten um Le Corbusier, Lurçat und Giedion fand.
Guevrekian arbeitete vorzugsweise mit Beton und minimalistischen, geometrischen Formen. Größere Bekanntheit erreichte er mit den Entwürfen für Sonja Delaunays Boutique Simultanée und dem kubistischen Garten bei der Exposition internationale des Arts décoratifs et Industriels Modernes in Paris 1925. Der Durchbruch gelang ihm mit einer dreigeschossigen Villa für den Modedesigner Jacques Heim in Neuilly. 1930 bis 1932 beteiligte sich Guevrekian mit den Doppelhäusern Woinovichgasse 10–12 an dem Projekt der Wiener Werkbundsiedlung, das neue Alternativen auf dem Gebiet des sozialen Wohnbaus suchte.

## Bauten und Gärten

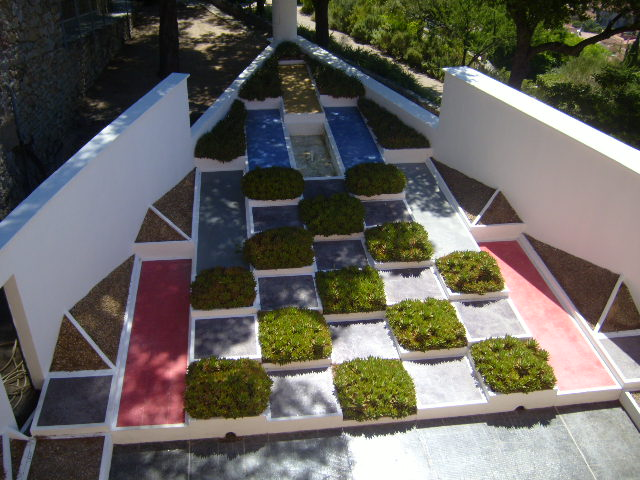
Kubistischer Garten der Villa Noailles

- 1923: Geschäftsportal „Au Sacre du Printemps“, 5, Rue du Cherche-Midi, Paris (nicht erhalten)
- 1924: Innenraumgestaltung „Boutique Simultané“, Paris
- 1925: Kubistische Gartenanlage für die Exposition internationale des Arts Décoratifs et industriels modernes, Paris
- 1927: Garten der Villa Noailles, Hyères
- 1928: Villa Heim, 17, Avenue des Madrid, Neuilly[3][4]
- 1930–1932: Doppelwohnhaus Werkbundsiedlung, Woinovichgasse 10–12, Wien
- 1933–1937: 20 Privathäuser, Residenzen und ein Theater in Teheran sowie das Iranische Kriegsministerium, ein Offizierskasino und Ministerium für Industrie, Teheran